# スキロス島
スキロス島（スキロスとう、ギリシア語: Σκύρος / Skyros）は、エーゲ海・スポラデス諸島にあるギリシャ領の島。古典ギリシア語の発音に従えば「スキュロス島」（Skúros）と表記される。

## 地理
スポラデス諸島の東南端に位置する島。面積は209 km²でスポラデス諸島では最大。人口は約3,000人。
スキロス島の北側は森に覆われていて、そこには、この島の最高標高地点（792 m）であるオリンポス山（オリュンポス十二神の居所のオリンポス山とは同名の別の山）がある。一方、南側はKochila山がそびえていて、岩だらけである。島の中心地の名前も、島と同じスキロスである（地元ではChoraとも呼ばれる）。主要港は西海岸のリナリア。スキロス島には、ヴェネツィア人の占領期間（13世紀から15世紀）に建てられた城（kastro）の他、東ローマ帝国の時代（952年）に建てられた聖ゲオルギウス修道院（Ai Giorgis Skirianos）、Tris Boukes港にあるイギリスの詩人ルパート・ブルックの墓、Palamariには青銅器時代の考古学的遺跡、さらに海岸には多くの砂浜がある。スキロスポニー（スキリアンポニー）はこの島でしか飼育されていない。
- スキロスポニー（スキリアンポニー）
- スキロス島の通り
- スキロス島空撮。空港が見える。

## 歴史
紀元前2000年頃からしばらく、この島は「マグネシア人の島」として知られていた。マグネシア人以降、この島には、ペラスゴイ（en:Pelasgians）とドロピア人（it: Dolopia）、続いてスキロス人が住みついた。
ギリシア神話では、テーセウスがこのスキロス島で死んだとされている。紀元前475年、アテナイの将軍キモーン（Cimon）がドロピア人を破って、島全土を征服した。元々の住民たちは奴隷にされ、代わりにアテナイから来た入植者が島に住み着いた。その時からデロス同盟の一部になり、後にはアテナイ帝国に組み込まれた。キモーンはテーセウスの遺骨を発見したと主張し、それをアテナイに返還した。
紀元前340年にはマケドニア人がスキロス島を接収し、その支配は、紀元前192年にローマ帝国軍とピリッポス5世がアテナイに返還するまで続いた。

## 行政区画

### 自治体（ディモス）
スキロス市（Δήμος Σκύρου）は、中央ギリシャ地方エヴィア県に属する基礎自治体（ディモス）である。スキロス島のほか、ヴァラクサ島 (Valaxa) 、スキロプラ島 (Skyropoula) 、サラキノ島 (Sarakino) などの周辺小島嶼（いずれも無人島）も市域に含む。
[　] 内は人口（2001年国勢調査）を示す。
| - Δ.δ. Σκύρου スキロス [ 2,602 ] - η Σκύρος スキロス [ 1,748 ] - ο Ασπούς [ 120 ] - η Ατσίτσα [ 15 ] - οι Αχερούνες [ 43 ] - το Αχίλλι [ 16 ] - η Βάλαξα (νησίδα) ヴァラクサ島 [ 0 ] - οι Έξω Ποδιές (νησίδα) [ 0 ] - η Καλαμίτσα [ 43 ] - το Καλικρί [ 12 ] - η Κυρά Παναγιά [ 0 ] - η Λιναριά [ 319 ] - το Λουτρό [ 88 ] - η Μελά [ 0 ] - τα Μέσα Πόδια (νησίδα) [ 0 ] - ο Μώλος [ 134 ] - το Νύφι [ 23 ] - ο Πεύκος [ 3 ] - η Ρήνεια (Ερηνιά) (νησίδα) リニア島（エリニア島） [ 0 ] - το Σαρακηνό (νησίδα) サラキノ島 [ 0 ] - η Σκυροπούλα (νησίδα) スキロプラ島 [ 0 ] - το Τραχύ [ 38 ] |

## 交通

### 空港
- スキロス島国際空港（英語版）

### 港湾
スキロス島へのアクセスには、エヴィア島のキミからのフェリーがある。